# Brioude
Brioude is een gemeente in het Franse departement Haute-Loire (regio Auvergne-Rhône-Alpes). De gemeente telde 6.523 inwoners op 1 januari 2022. De plaats maakt deel uit van het arrondissement Brioude.

## Geschiedenis
De plaats werd al bewoond in de Gallo-Romeinse periode en had in 465 de naam Brivas. In de 4e eeuw werd een heiligdom gebouwd om de relieken van de heilige Juliaan te bewaren. Brioude werd een belangrijke bedevaartsplaats door deze relieken en door haar locatie op de Via Arverna naar Compostella. In de middeleeuwen ontwikkelde Brioude zich rond het heiligdom. Een eerste stadsomwalling werd gebouwd in de 9e en de 10e eeuw en in 1282 verkreeg de plaats stadsrechten.
De stadsmuren werden verkocht in 1739 en vervolgens gesloopt. François-Joachim de Bernis (1715-1794), staatsman onder Lodewijk XV en XVI, was kanunnik in Brioude.

## Bezienswaardigheden
De Basiliek van Sint-Juliaan is een romaanse kerk, begonnen in 1060 en herbouwd in de 13e eeuw. Het is het grootste romaanse bouwwerk van Auvergne. De kerk werd gebouwd om de relieken van Sint-Juliaan, een martelaar uit de 4e eeuw, te bewaren en om bedevaarders te ontvangen. De kerk is gebouwd met lokale stenen met verschillende kleuren. Sommige pilaren hebben nog de originele fresco's en zijn bekroond met gebeeldhouwde kapitelen. De glasramen zijn eigentijds en van de hand van Kim En Joong.

## Geografie
De oppervlakte van Brioude bedroeg op 1 januari 2022 13,52 vierkante kilometer; de bevolkingsdichtheid was toen 482,5 inwoners per km².
De onderstaande kaart toont de ligging van Brioude met de belangrijkste infrastructuur en aangrenzende gemeenten.

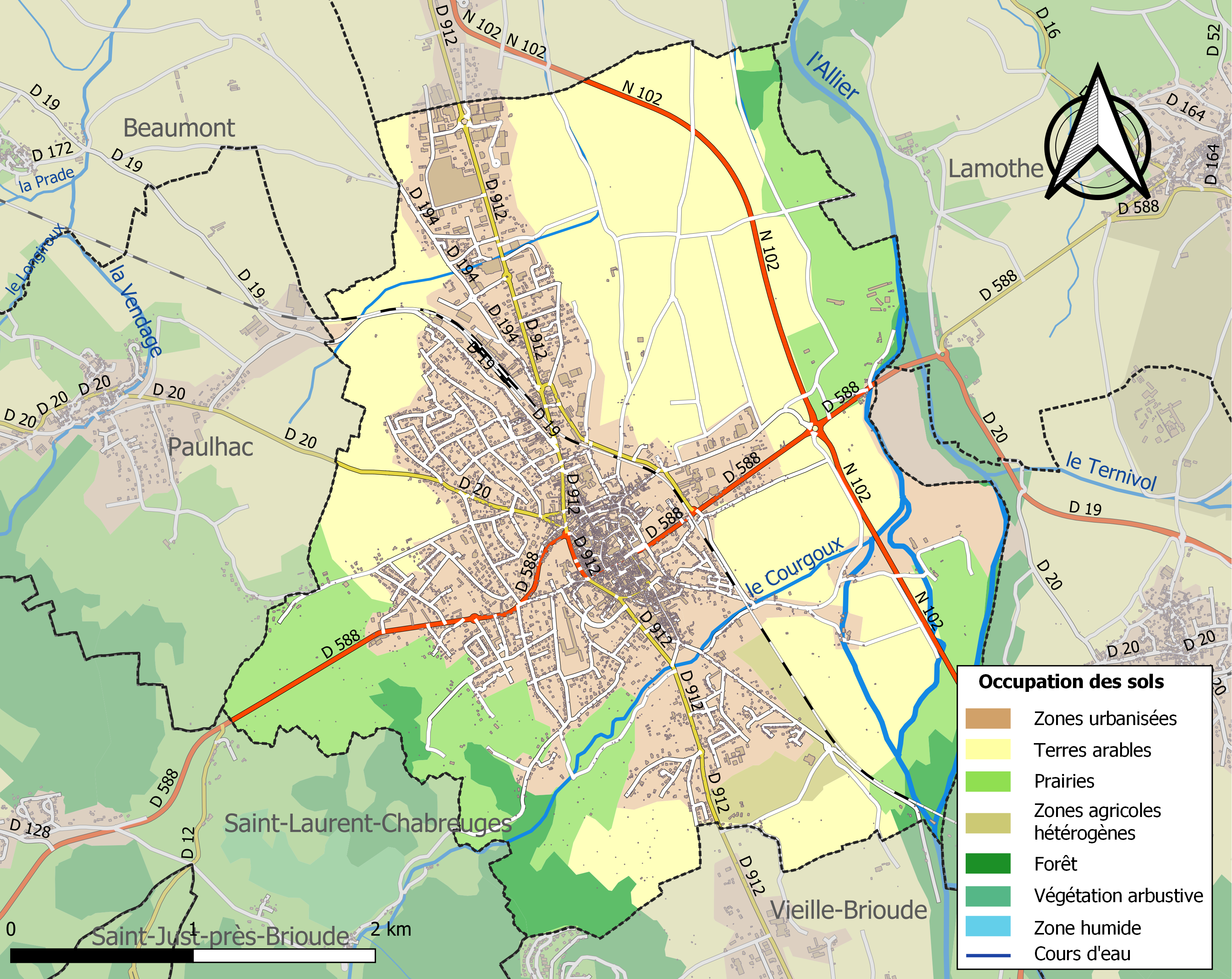

## Demografie
Onderstaande figuur toont het verloop van het inwonertal (bron: INSEE-tellingen).

## Sport
Brioude was 2 keer etappeplaats in de wielerkoers Ronde van Frankrijk. Na in 2008 startplaats van een etappe te zijn geweest, lag in 2019 de finish van een etappe in Brioude. De Zuid-Afrikaan Daryl Impey won deze etappe. Een opmerkelijk feit is dat Romain Bardet, de beroemdste inwoner van Brioude, deelnam aan deze wielerkoers.

## Geboren
- Romain Bardet (1990), Frans wielrenner